# Dorothea Maria von Anhalt

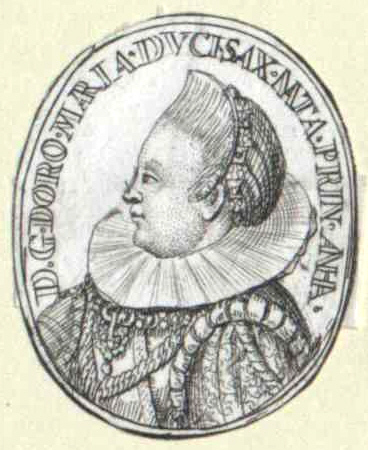
Porträt Dorothea Marias von Anhalt

Sophie Dorothea Maria von Anhalt (* 2. Juli 1574 in Dessau; † 18. Juli 1617 in Weimar) war eine askanisch-anhaltische Prinzessin und von 1586 bis 1593 die 36. Äbtissin des freien weltlichen Stiftes Gernrode und Frose. Sie verließ das Stift für ihre Vermählung mit Johann von Sachsen-Weimar.

## Leben

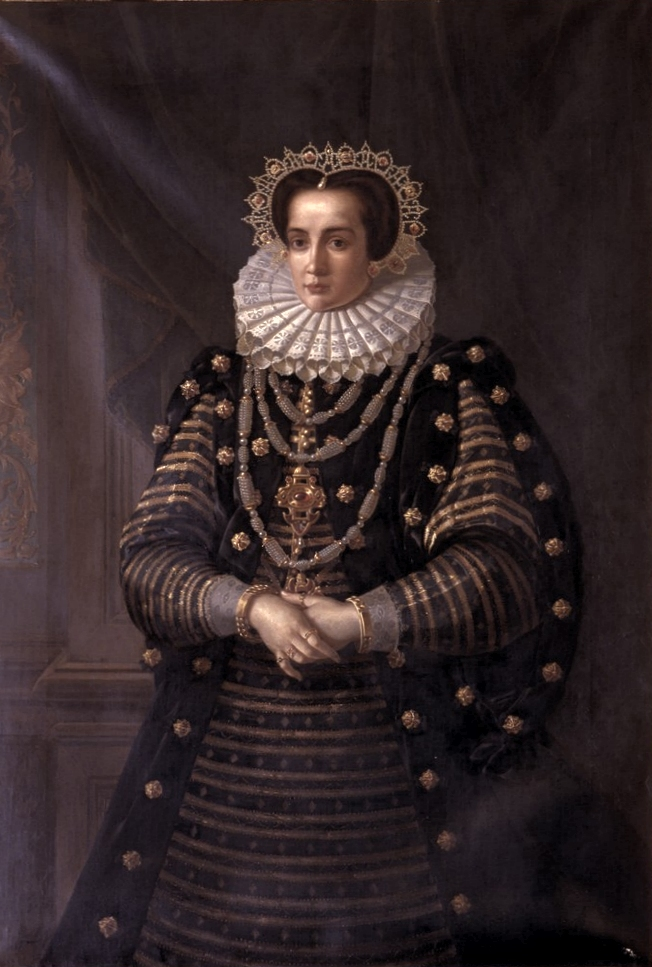
Porträt Dorothea Marias von Anhalt, Herzogin von Sachsen-Weimar aus einem Gemäldezyklus des 19. Jh. (Schloss Weimar)

Herzogin Dorothea Maria war eine Tochter des Fürsten Joachim Ernst von Anhalt und dessen zweiter Ehefrau Herzogin Eleonore von Württemberg.
Am 7. Januar 1593 heiratete Herzogin Dorothea Maria in Altenburg den Herzog Johann von Sachsen-Weimar. Mit ihm hatte sie elf Söhne und eine Tochter:
- Johann Ernst d. J. von Sachsen-Weimar
- Johann Wilhelm (tot geboren)
- Friedrich von Sachsen-Weimar
- Johann (31. März 1597 – 6. Oktober 1604)
- Wilhelm IV. von Sachsen-Weimar
- Wilhelms Zwillingsbruder (tot geboren)
- Albrecht von Sachsen-Eisenach
- Johann Friedrich von Sachsen-Weimar
- Ernst I. von Sachsen-Gotha
- Friedrich Wilhelm von Sachsen-Weimar
- Bernhard von Sachsen-Weimar
- Johanna (14. April 1606 – 3. Juli 1609)

Ihr Mann starb am 31. Oktober 1605, ein halbes Jahr vor der Geburt des letzten Kindes. Die Herzogin beabsichtigte 1611 nach dem Tod Christians II., Kurfürst von Sachsen und Vormund ihrer minderjährigen Kinder, dass unter ihrer Mitwirkung ihr ältester Sohn, 18-jährig, die Landesregierung und die Vormundschaft seiner minderjährigen Brüder übernehmen sollte. Sie und ihr ältester Sohn baten Johann Georg I., Nachfolger Christians II., jedoch vergeblich um Entlassung aus der Vormundschaft. Ihr ältester Sohn musste um sein Erbe kämpfen, bevor er regierender Herzog wurde. Das kommt sogar auf Prägungen der Achtbrüdertalern von 1612 bis 1616 in einem Chronogramm zum Ausdruck.
Mit 43 Jahren verunglückte Herzogin Dorothea Maria bei einem Reitunfall tödlich. Die Beerdigung, für die Johann Hermann Schein die Trauermotette Ich will schweigen komponierte, fand am 24. August 1617 auf Schloss Hornstein (später Wilhelmsburg) statt. Dieses Treffen anlässlich der Trauerfeierlichkeiten nutzte ihr jüngerer Bruder, Fürst Ludwig I. von Anhalt-Köthen, dazu, mit Gleichgesinnten die Fruchtbringende Gesellschaft zu gründen.

## Rezeption
Die Erinnerung an die weitgehend vergessene Herzogin hat sich zumindest im Gothaer Sagenschatz in der Überlieferung von der Ahnherrin des Schlosses (auch: Die Weiße Frau auf dem Friedenstein) erhalten. Danach sei auf dem Schloss Friedenstein jedes Mal, wenn dem Herzogshaus ein Unglück oder ein Todesfall bevorstand, der Geist der verstorbenen Dorothea Maria (Mutter des Schlosserbauers Ernst I. von Sachsen-Gotha-Altenburg) aus der Gruft unter der Schlosskirche emporgestiegen und wehklagend durch die Räume der Residenz gewandelt. Dabei konnte sie jedoch nur von denjenigen gesehen werden, die das kommende Unglück direkt betraf. Die Fürstengruft wurde indes erst 1679 und damit über sechs Jahrzehnte nach dem Tod der in Weimar begrabenen Herzogin eingerichtet.